# Halsbandfrankolin
Der Halsbandfrankolin (Francolinus francolinus) ist eine Vogelart aus der Familie der Fasanenartigen (Phasianidae), der von Südeuropa bis in den Nordosten Indiens verbreitet ist. Er ist etwas größer als ein Rebhuhn und lebt überwiegend auf dem Boden. Als Lebensraum bevorzugt er Strauch- und Wiesenvegetation trockener und halbtrockener Gebiete. 
Der Halsbandfrankolin kommt in mehreren Unterarten in Südeuropa und Südasien vor. Er ist der Staatsvogel des indischen Bundesstaats Haryana.

## Erscheinungsbild

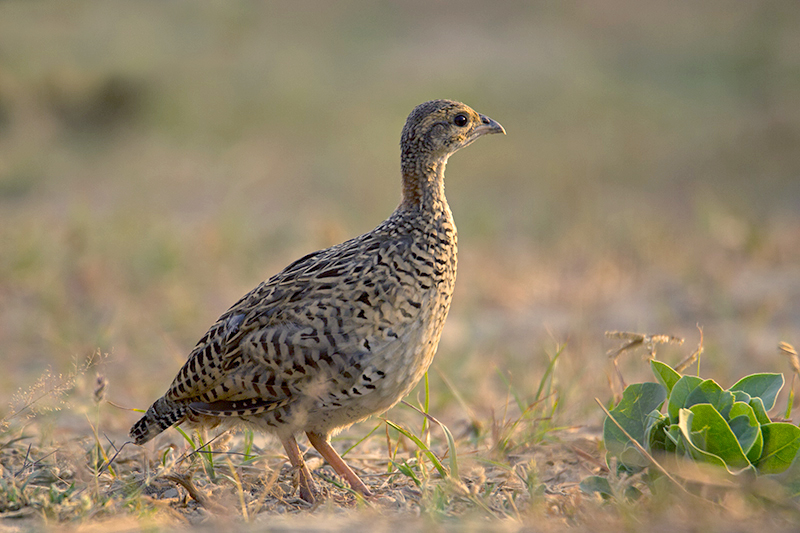
Weiblicher Halsbandfrankolin

Halsbandfrankoline erreichen eine Körperlänge zwischen 31 und 36 Zentimetern. Männchen sind gewöhnlich etwas größer und wiegen zwischen 450 und 500 Gramm. Weibchen erreichen ein Körpergewicht zwischen 400 und 450 Gramm.
Das Männchen ist fast vollständig dunkel gemustert, mit weißen Flecken auf dem Rücken und an den Flanken. Es hat einen kastanienbraunen Nackenring, weiße Flecken auf den Wangen und braune Flügel. Die Läufe sind rot und weisen einen nach hinten gerichteten Sporn auf. Auffliegende Halsbandfrankoline fallen durch ihre zimtbraun gebänderten Schwingen auf. Das Weibchen ist braun und hat einen kastanienbraunen Nacken.

## Stimme
Der Gesang des Halsbandfrankolinen besteht aus sieben sehr lauten, schrillen Strophen, die in größeren Abständen von etwa 1 Minute zu hören sind. Jede einzelne Strophe besteht aus sieben kurzen Elementen. Der Gesang ist vor allem im Frühjahr zu hören. Der Hahn trägt den Gesang gerne von einem Hügel oder einem Busch aus vor.

## Fortbewegung
Der Halsbandfrankolin läuft am Boden außerordentlich schnell und gewandt. Sofern er nicht beunruhigt ist, fliegt er nicht auf und legt dabei auch größere Strecken zu Fuß zurück. Beim Laufen ist der Vorderkörper geneigt und der Hals vorgestreckt. Bei Beunruhigung versucht er zunächst laufend zu entkommen und fliegt erst im letzten Moment drei bis vier Meter auf, legt eine gewisse Strecke horizontal in der Luft zurück und fällt dann wieder ins Dickicht ein.
Der Flug ähnelt dem des Fasans. Charakteristisch sind rasche Flügelschläge und eine Gleitphase vor dem Landen. 

## Verbreitung
Der Halsbandfrankolin ist einer der wenigen Frankoline, die außerhalb Afrikas leben. Sein Einzugsgebiet reicht von Zypern über den Südosten der Türkei und den Iran bis hin zum Südwesten Turkmenistans und dem Nordosten Indiens. In der Toskana ist er als Jagdwild eingebürgert. 
In früherer Zeit war er noch weiter verbreitet. So kam der Halsbandfrankolin in Südeuropa unter anderem in Südostspanien, auf Sizilien und auf Inseln der Ägäis vor. In diesen Regionen wurde er jedoch bereits in der ersten Hälfte des 19. Jahrhunderts ausgerottet. Auch in seinem übrigen Verbreitungsgebiet wurden seine Bestände und seine Ausbreitung durch übermäßige Jagd stark dezimiert. Die Wiederansiedlung des Halsbandfrankolins wurde an verschiedener Stelle mehrfach versucht, ist aber stets gescheitert.
Der Halsbandfrankolin ist ein Bewohner halboffener Landschaften, die Gebüsche sowie Waldränder aufweisen. Er kommt bevorzugt an den Säumen von Feuchtgebieten vor.

## Lebensweise

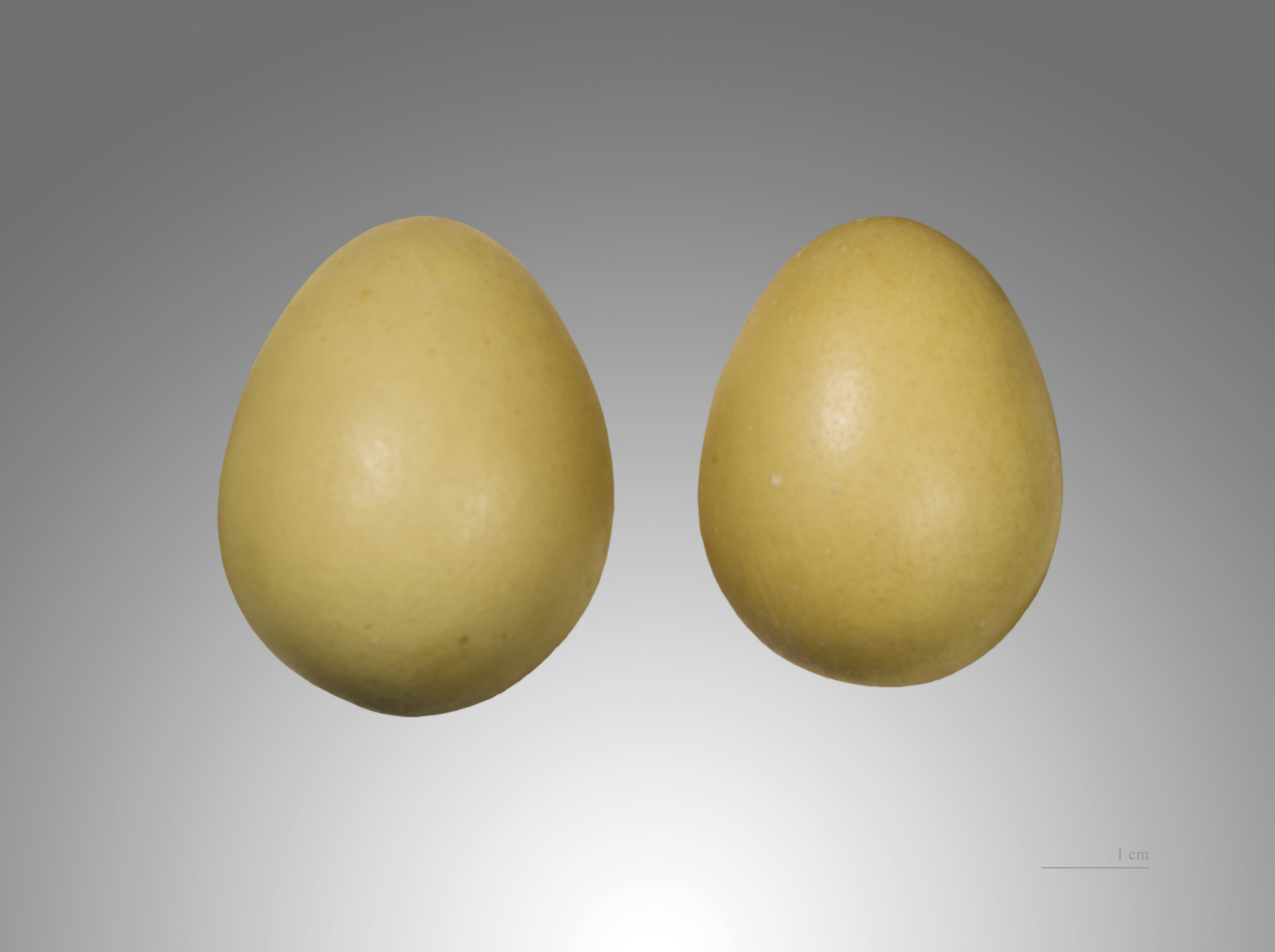
Francolinus francolinus

Der Halsbandfrankolin lebt bevorzugt in Gebieten mit viel Gestrüpp und niedrigem Bewuchs. Er baut sein Nest in flachen Mulden am Boden, bevorzugt an einem Strauch oder einem Pflanzenhorst. Das Gelege umfasst 8–12 Eier. Die Eier sind spindelförmig bis kurzoval mit einer glänzenden und glatten Schalenoberfläche. Die Eierschale ist sehr dick und weist deutliche Poren auf. Nur das Weibchen brütet. Das Männchen hält sich gewöhnlich in der Nähe des Nestes auf. Die Brutzeit beträgt 18–19 Tage. Die Jungen werden von beiden Elternvögeln geführt. Mit etwa 35 Tagen sind die Jungvögel ausgewachsen. Die Familie bleibt gewöhnlich über das Winterhalbjahr zusammen.
Die Nahrung des Halsbandfrankolins besteht aus den verschiedensten Pflanzen und Insekten. Am leichtesten ist er auf dem Flughafen Paphos in Zypern und in dessen Umgebung zu beobachten. Zypern ist das einzige Land, in dem sich die Population langsam erholt.

## Belege